# Grammy al millor àlbum llatí tropical
El premi Grammy al millor àlbum llatí tropical és un guardó presentat en els Premis Grammy, una cerimònia que va ser establida en el 1958 i en el seus orígens s'anomenava Premis Gramòfon, per als artistes de gravació que han realitzat àlbums en el gènere musical del llatí tropical.
Segons la descripció presentada en els 54ns Premis Grammy, el premi és atorgat "als àlbums que contenen, almenys el 51% del temps, noves gravacions vocals o instrumentals de música llatina tropical". Aquesta categoria inclou totes les formes de la música tradicional tropical, com la salsa i el merengue.

## Premis

### Dècada del 2020
| Edició | Imatge | Guanyador(s)/ Guanyadora/es        | Obra                               | Nominats/ Nominades | Ref   |
| ------ | ------ | ---------------------------------- | ---------------------------------- | ------------------- | ----- |
| 62     |        | Aymée Nuviola Marc Anthony (Empat) | A Journey Through Cuban Music Opus |                     | [ 2 ] |